# Anish Giri
Anish Kumar Giri (nepalesisk: अनिश कुमार गिरी; født 28. juni 1994) er en russisk født hollandsk skakstormester. Han var et skakvidunderbarn, og han fik stormestertitlen i en alder af 14 år, 7 måneder og 2 dage, hvilket gjorde ham til den yngste stormester på dette tidspunkt. FIDE tildelte ham titlen i 2009.
Giri er firdobbelt hollandsk mester (2009, 2011, 2012 og 2015) og han har vundet Corus Chess B Group i 2010. Han har repræsenteret Holland ved skakolympiaden fem gange (2010, 2012, 2014, 2016 og 2018). Han har også vundet flere store internationale turneringer inklusive Reggio Emilia tournament 2012, Reykjavik Open 2017 og en delt førsteplads ved London Chess Classic 2015 samt Wijk aan Zee 2018. I 2019 vandt han en klar førsteplads ved den tredje udgave af Shenzhen Masters, der af nogle blev betegnet som hans først sejr i en superturnering. I november 2019 var Giri den bedste skakspiller i Holland, og han var rangeret som nummer 5 i verden, med en FIDE rating på 2776. Hans højeste rating var 2798, som han havde i oktober 2015, hvilket gør ham til en af højest ratede personer nogensinde.